# 恩蔵憲一
恩蔵 憲一（おんぞう けんいち、1947年5月15日 - ）は元NHKアナウンサー。

## 人物
東京都出身。都立戸山高校、東京外国語大学卒業後1971年入局。初任地は徳島。その後静岡、宇都宮、東京、札幌、1998年室蘭、2000年ラジオセンターと勤務。東京アナウンス室チーフアナウンサーで定年。日本語センター専門委員。

## 過去の担当番組
宇都宮局時代
- 関東ネットワーク　（1977年7月15日）
- テレビロータリー　「よみがえった田植唄」　（1978年5月31日）
- 若い広場 「だから　おれはレーシングマシン」 「マイ・ブック」　（1982年3月7日）

札幌局時代
- さわやかインタビュー「シネマを見つめて50年」　品田雄吉　（1997年11月30日）
- にっぽん列島小さな旅「オホーツク海明けのころ～北海道浜頓別町」
- 北海道中ひざくりげ

ラジオセンター時代
- ラジオ深夜便チーフ・プロデューサー